# Мешко (дъб)
Мѐшко (на полски: Dąb Mieszko) е известен дъб в квартала Урсинов на град Варшава, Полша. Мешко е сред най-старите дъбове в страната и е защитен като природна забележителност, която продължава да расте.

## Възраст и размер
Дървото е на около 620 години, с височина 26 m, размерът на короната е приблизително 12 m. Обиколката на ствола е 840 cm (на височина 1,3 m).